# 反铂
反鉑（英語：Transplatin），即反-二氯二氨合鉑(II)，是鉑氨配位化合物的反式異構體，化學式為trans-PtCl2(NH3)2。它是一種黃色固體，在水中溶解度低，但在二甲基甲酰胺中溶解度好。 PtCl2(NH3)2的兩種異構體的存在使得阿爾弗雷德·維爾納提出了平面正方形分子構型。它屬於分子對稱點群D2h。

## 製備和反應
該配合物是通過用鹽酸處理[Pt(NH3)4]Cl2製備的。
這種配合物的許多反應可以用反位效應解釋。 它在水溶液中緩慢水解，得到混合水配合物trans-[PtCl(H2O)(NH3)2]Cl。 類似地，它與硫脲（tu）反應生成無色trans-[Pt(tu)2(NH3)2]Cl2。相反，順式異構體產生[Pt(tu)4]Cl2。氯的氧化加成得到trans-PtCl4(NH3)2。

## 藥物化學
與其順式異構體順鉑（一種主要的抗癌藥物）相比，反鉑對藥物化學的影響要小得多。儘管如此，使用其他配體取代氨已產生高活性的藥物，並引起了广泛关注。